# Inotify
Inotify — это подсистема ядра Linux, которая позволяет получать уведомления о событиях, связанных с файлами и каталогами файловой системы. Например, открытие файлов и каталогов для чтения или записи, изменения атрибутов, перемещение, удаление и т. п. В основное ядро была включена начиная с 2.6.13, но может использоваться и с более ранними ядрами с помощью наложения патча. Начиная с 2.6.32 Inotify был заменен на Fsnotify, а Inotify реализован на основе Fsnotify, но для практических приложений эта деталь осталась несущественной.
С помощью подписки на события Inotify скриптам необязательно периодически сканировать файловую систему для обнаружения изменений. Более того, подписка на события не мешает размонтированию тома.
Основная сфера применения — в системах локального поиска (например Beagle), таким образом программе-индексатору не требуется периодически сканировать всю файловую систему. Кроме того, можно следить за важными конфигурационными файлами и восстанавливать их в случае повреждения, выполнять автоматические действия после загрузки файлов на сервер и т. п.

## Утилиты
Хотя механизм Inotify является частью операционной системы, доступной через набор системных вызовов, и потому не требует установки дополнительных библиотек, для командной строки создан пакет inotify-tools, позволяющий использовать Inotify в скриптах.
Двумя основными утилитами inotify-tools являются inotifywatch и inotifywait, например, следующая команда собирает статистику использования каталога /tmp:
```
  inotifywatch -r /tmp
```

Для слежения за файлами или каталогами в реальном времени можно применить inotifywait:
```
  $ inotifywait -mr /tmp
  Setting up watches.  Beware: since -r was given, this may take a while!
  Watches established.
  /tmp/ CREATE example-tmp-file
  /tmp/ OPEN example-tmp-file
  /tmp/ CLOSE_WRITE,CLOSE example-tmp-file
```

Примерами других утилит, использующих Inotify, являются:
- iwatch — записывает событие в лог-файл, посылает уведомление по электронной почте,
- inoticoming — для выполнения некоторых действий при активности в целевом каталоге,
- incron — демон, подобный cron, но работающий на основе событий файловой системы,
- inosync и lsyncd — утилиты для синхронизации каталогов в реальном времени,
- Начиная с версии 7.5, GNU tail включает поддержку Inotify при использовании опции -f (до этого была утилита inotail).

## Системные вызовы
Для работы с функциями нужно подключить заголовочный файл sys/inotify.h.
```
int inotify_init()
```

Создает файловый дескриптор, из которого читаются все происходящие события.
```
int inotify_add_watch(int fd, const char * path, __u32 mask);
```

Создает уникальный (внутри файлового дескриптора) дескриптор наблюдения (watch descriptor), который используется для отождествления путей и происходящих событий. При этом, допускаются только те события, которые указаны в маске.
```
int inotify_rm_watch(int fd, __u32 wd);
```

Удаляет существующий дескриптор наблюдения.

## Получение событий
События получаются с помощью традиционного системного вызова read, который читает в структуру inotify_event со следующими полями:
| Идентификатор | Значение                                                                       |
| ------------- | ------------------------------------------------------------------------------ |
| wd            | дескриптор наблюдения                                                          |
| mask          | маска событий                                                                  |
| cookie        | метка синхронизации между IN_MOVED_FROM и IN_MOVED_TO                          |
| len           | длина имени файла                                                              |
| name          | имя файла относительно каталога, для которого был создан дескриптор наблюдения |

Маска события является логическим ИЛИ следующих констант:
- IN_ACCESS — К файлу было произведено обращение (чтение)
- IN_ATTRIB — Были изменены метаданные (права доступа, временные метки, расширенные атрибуты и т. п.)
- IN_CLOSE_WRITE — Файл, открывавшийся для записи, был закрыт
- IN_CLOSE_NOWRITE — Файл, открывавшийся не для записи, был закрыт
- IN_CREATE — Файл/каталог был создан в наблюдаемом каталоге
- IN_DELETE — Файл/каталог был удален в наблюдаемом каталоге
- IN_DELETE_SELF — Наблюдаемый файл/каталог был удален
- IN_MODIFY — Файл был изменён
- IN_MOVE_SELF — Наблюдаемый файл/каталог был перемещён
- IN_MOVED_FROM — Файл/каталог был перемещён из наблюдаемого каталога
- IN_MOVED_TO — Файл/каталог был перемещён в наблюдаемый каталог
- IN_OPEN — Файл/каталог был открыт

При генерации событий также могут быть использованы следующие константы:
- IN_IGNORED — Наблюдение было снято либо вручную (inotify_rm_watch) либо автоматически (файловая система была размонтирована)
- IN_ISDIR — Объектом события является каталог
- IN_Q_OVERFLOW — Произошло переполнение очереди событий
- IN_UNMOUNT — Файловая система, содержащая объект наблюдения, была размонтирована